# Oraș pierdut

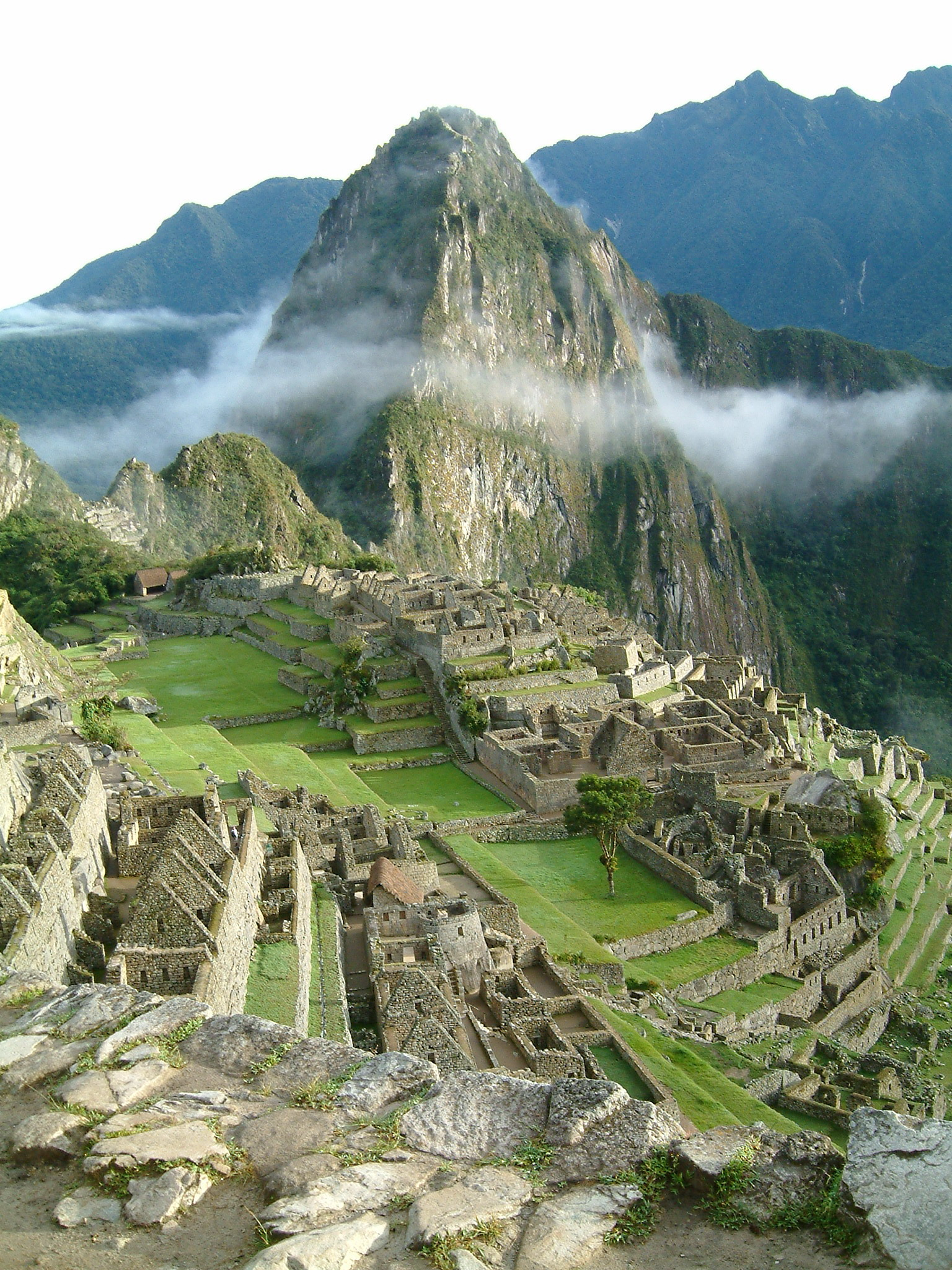
Machu Picchu din Peru a fost considerat oraș pierdut până când a fost redescoperit în 1911 de către arheologul Hiram Bingham.

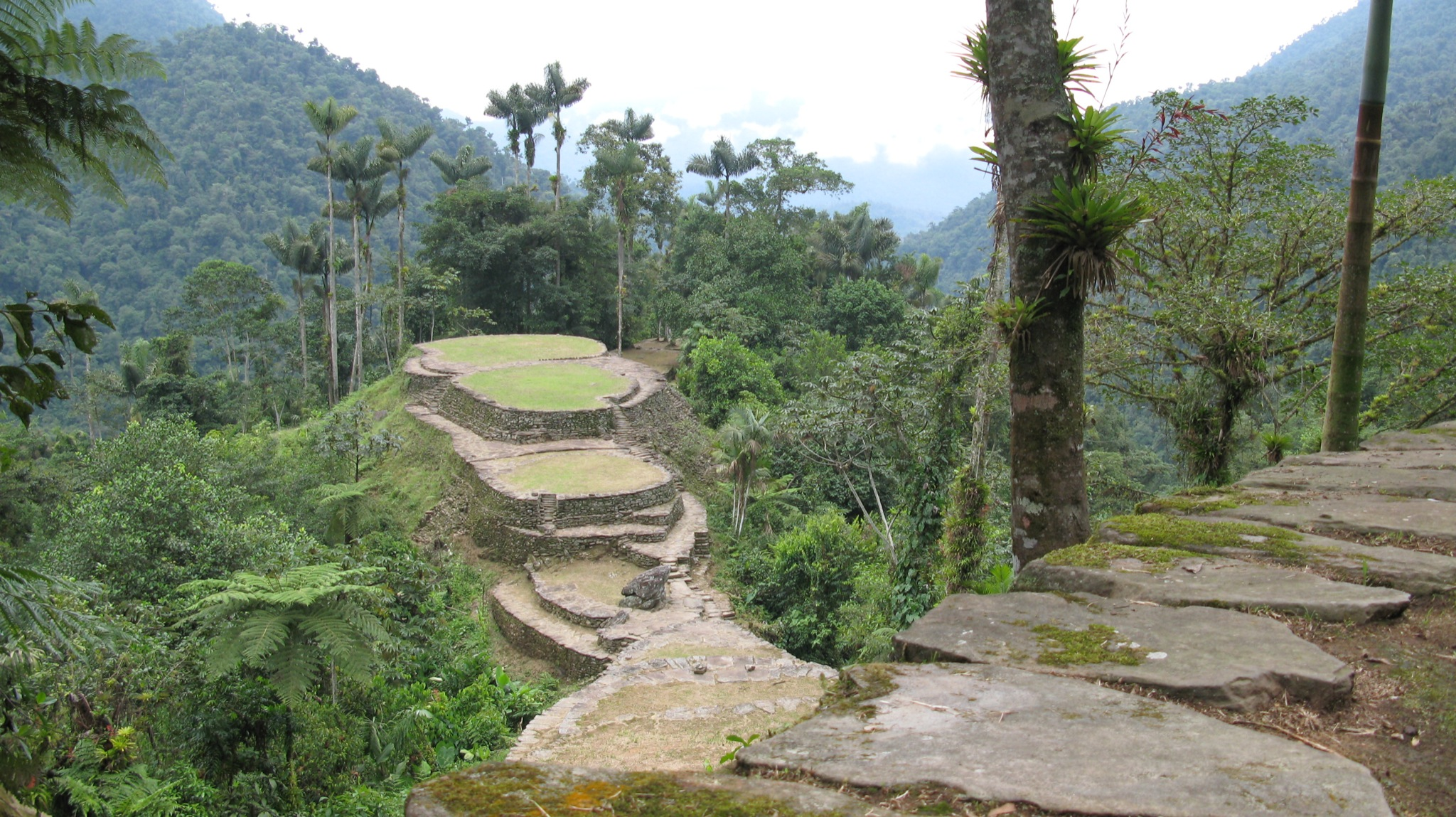
Ruinele Ciudad Perdida, un oraș construit de cultura Tairona în Sierra Nevada de Santa Marta, Columbia.

Un oraș pierdut este o așezare urbană care a căzut într-un declin terminal și a devenit extensiv sau complet nelocuit, cu consecința că semnificația anterioară a sitului nu mai era cunoscută lumii în general. Locurile multor orașe pierdute au fost uitate, dar unele au fost redescoperite și studiate pe larg de oamenii de știință. Orașele abandonate recent sau orașele a căror poziție geografică nu a fost niciodată în discuție ar putea fi denumite ruine sau orașe fantomă. Așezările mai mici pot fi numite sate abandonate. Căutarea unor astfel de orașe pierdute de către exploratorii și aventurierii europeni din Africa, America și Asia de Sud-Est din secolul al XV-lea a dus în cele din urmă la dezvoltarea arheologiei.
Orașele pierdute se încadrează în general în două mari categorii: cele în care toate cunoștințele despre existența orașului au fost uitate înainte de a fi redescoperite și cele a căror memorie a fost păstrată în mituri, legende sau înregistrări istorice, dar a căror amplasament a fost pierdută sau cel puțin nu mai este recunoscută pe scară largă.
Orașele pierdute apar și în ficțiune, cum ar fi Shangri-La – din romanul Orizont pierdut (1933) de James Hilton sau Charn – din Cronicile din Narnia.:138